# Hans Ferdinand Mayer
 Hans Ferdinand Mayer  (* 23 de octubre de 1895 - Pforzheim; 18 de octubre de 1980 - Múnich) fue un matemático y físico alemán, célebre por haber escrito el Informe Oslo que revelaba secretos tecnológicos poco antes de la Segunda Guerra Mundial.

## Biografía
Hans Ferdinand Mayer estudió matemáticas, física y astronomía en las universidades de Karlsruhe y Heidelberg. En 1920 obtuvo su doctorado bajo la dirección del Premio Nobel Philipp Lenard. En 1922 empezó a trabajar en los laboratorios Siemens. Junto a Karl Küpfmüller trabajó en el campo de la transmisión a larga distancia por cable. En 1936 fue nombrado responsable del departamento de investigación. En 1943 fue internado en un campo de concentración.
En noviembre de 1939, secretamente reveló a los británicos lo que sabía sobre la capacidad de guerra alemana, particularmente con respecto a la guerra electrónica. Su papel como asesor técnico de Siemens le permitió viajar ampliamente por Europa, dándole la oportunidad de enviar un informe de dos páginas a la embajada británica en Oslo, Noruega, en lo que se conocería como el "Informe Oslo".
La Gestapo nunca supo del Informe Oslo, pero arrestó a Mayer en 1943 por escuchar transmisiones británicas y criticar el régimen nazi. Hubiera sido ejecutado si no hubiera sido por la intervención de su antiguo asesor, Lenard, que era un ferviente partidario antisemita y del Partido Nazi. Mayer fue enviado al campo de concentración de Dachau y otras cuatro prisiones durante la guerra. Allí fue reclamado por Johannes Plendl, quien solicitó sus "conocimientos científicos" para asistirlo en el desarrollo del sistema Knickbeine y sus evoluciones posteriores. Sin embargo, Mayer nunca había trabajado antes en sistemas de radio. Nunca se supo si el reclamo de Plendl fue cierto o una "mentira piadosa" que le permitió a Mayer salvar el pellejo.
La identidad de Mayer en todo este asunto permaneció oculta al público hasta después de su muerte, gracias al acuerdo de caballeros que estableció con Reginald V. Jones, el receptor británico de los documentos de Mayer. Sólo en 1977 reveló a su familia que era el autor y dejó escrito en su testamento que el documento sólo podría hacerse público tras fallecer él y su esposa. La opinión pública recién supo de la delación de Mayer en 1989, diez años después de su fallecimiento.
Después de la guerra, Mayer se mudó a los Estados Unidos por cuatro años. Con otros científicos alemanes, participó en la Operación Paperclip e investigó la electrónica en la Base de la Fuerza Aérea Wright-Patterson en Dayton, Ohio, y se convirtió en profesor de ingeniería eléctrica en la Universidad de Cornell en 1947, donde escribió un libro de texto estándar sobre modulación de código de pulso. Regresó a Siemens en 1950.

## Obras
En noviembre de 1926, publicó el artículo "On the equivalent-circuit scheme of the amplifier tube", sobre circuitos equivalentes que extendía el teorema de Thévenin, el cual sostiene que cualquier conjunto de fuentes de voltaje y resistencias con dos terminales equivale a una fuente de corriente ideal. Edward Lawry Norton describió una transformación similar en un informe de Bell Labs el mismo año. Hoy esto se conoce como el teorema de Norton o el teorema de Mayer-Norton.
Publicó veinticinco documentos técnicos, obtuvo más de ochenta patentes y ganó numerosos premios por su investigación.